# شوكت الله خان
شوكت الله خان سياسي باكستاني من وكالة باجور وعمل محافظًا لخيبر بختونخوا في الفترة من فبراير 2013 إلى أبريل 2014 في عهد رئيس باكستان آصف علي زرداري في 11 فبراير 2013. قبل تعيينه كحاكم كان يشغل حقيبة الوزير الاتحادي للولايات والمناطق الحدودية. كان أيضًا عضوًا في الجمعية الوطنية الباكستانية.
شوكت الله خان هو خريج كلية كاديت كوهات، أكمل دراسته هناك عام 1986. وبعد حصوله على شهادة في الهندسة شارك في السياسة الطلابية في جامعة الهندسة والتكنولوجيا. وهو أيضًا عضو في غرفة التجارة والصناعة القبلية، استقال من منصب حاكم خيبر باختونخوا بعد تعيين مهتاب أحمد خان عباسي محافظًا لخيبر باختونخوا في 14 أبريل 2014.